# اوتندورف (تورینگن)
اوتندورف (به آلمانی: Ottendorf) یک شهر در آلمان است که در زاله‌هلتسلاند واقع شده‌است. اوتندورف ۴۱۷ نفر جمعیت دارد.